# Hippoporidra orientalis
Hippoporidra orientalis är en mossdjursart som beskrevs av Gontar 1982. Hippoporidra orientalis ingår i släktet Hippoporidra och familjen Hippoporidridae. Inga underarter finns listade i Catalogue of Life.